# Xian de Wuyi (Zhejiang)
Pour les articles homonymes, voir Wuyi.
Le xian de Wuyi (武义县 ; pinyin : Wǔyì Xiàn) est un district administratif de la province du Zhejiang en Chine. Il est placé sous la juridiction administrative de la ville-préfecture de Jinhua.

## Démographie
La population du district était de 328 529 habitants en 1999.